# Dünyayı Kurtaran Adam
Dünyayı Kurtaran Adam (deutsch: Der Mann, der die Welt rettet), auch bekannt als Turkish Star Wars bzw. Murat – Ein Kung-Fu Türke rettet die Welt, ist ein türkischer Science-Fiction-Film, der aufgrund seines Trashgehalts unter Cineasten einen hohen Bekanntheitsgrad erlangte, obwohl er weder in Kinos außerhalb der Türkei aufgeführt noch offiziell synchronisiert wurde.

## Handlung des Films
Während einer Raumschlacht, als letzte terranische Hoffnung gegen eine fremde Macht, in ferner Zukunft stürzen die türkischen Weltraum-Piloten Murat und Ali auf einem Wüstenplaneten ab.
Dort werden sie von berittenen Skelett-Kriegern des bösartigen galaktischen Tyrannen angegriffen und gehen ohne größere Anstrengung siegreich aus dem Kampf hervor. Bald darauf geraten sie dennoch in die Gewalt des Tyrannen, der sie zur Teilnahme an Gladiatorenkämpfen nötigen will.
Es wird enthüllt, dass es sich bei dem Tyrannen um einen Zauberer handelt, der ursprünglich von der Erde stammt und genau 1000 Jahre alt ist. Er will die Erde unterwerfen, seine Angriffe wurden bislang stets durch einen Schild konzentrierter menschlicher Gehirn-Moleküle abgewehrt. Um diesen undurchdringlichen Schild zu vernichten, benötigt er ein besonders „gutes“ menschliches Gehirn.
Die Protagonisten können entkommen und flüchten sich in eine Höhle voller Menschen, die sich dort vor der grausamen Herrschaft des Tyrannen verbergen. Murat verliebt sich in eine der anwesenden Frauen. Daraufhin greifen vom Tyrannen gelenkte Zombies die Höhle an. Den nunmehr drei Hauptcharakteren gelingt die Flucht, nachdem sie Zeuge wurden, wie mehrere Kinder getötet und ihrerseits in Zombies verwandelt wurden.
Sie erreichen eine örtliche Kantine, wo sie zunächst in eine Schlägerei verwickelt werden. Dann taucht aus dem Nichts der Tyrann auf und entführt Ali. Wenig später informiert der Vater des Mädchens, Bilgin, Murat über die Existenz eines Schwertes, welches vom „Dreizehnten Stamm“ „tausende von Weltalljahren zuvor“ angefertigt wurde, indem diese einen Bronzeberg schmolzen. Zudem bündelten sie das gesamte Wissen und die Weisheit der Männer aus 1000 Jahren in einem Gehirn. Schwert und Gehirn befinden sich im Grabmal des Hacı Bektaş Veli, das zusammen mit einem abgebrochenen Stück der Erde auf dem Wüstenplaneten landete.
Wenig später findet Murat das große blitzförmige Schwert und das Gehirn in einer Höhle und besiegt rasch zwei goldene Ninjas, die es bewachen. Er macht sich daran, mit der Macht des Schwertes versehen seinen Kameraden aus der Gewalt des Tyrannen zu befreien.
Unglücklicherweise wurde Ali durch Gehirnwäsche zu einer Marionette des Tyrannen und versucht, ihm das Schwert abzunehmen. Murat muss gezwungenermaßen seinen Freund töten, stellt aber fest, dass es sich nur um ein Trugbild handelte. Den wahren Ali kann er aus einer Foltermaschine befreien.
Ali ist der Meinung, nur er könne die Welt retten und verlangt das Schwert. Während des darauffolgenden Streites schlägt er Murat nieder und bringt Schwert und Hirn zu Bilgin. Doch Alis Bilgin erweist sich als der Zauberer, der seine Gestalt verändert hat. Ali ist machtlos im Zweikampf, doch Murat erscheint zur rechten Zeit. Der Zauberer wird zwar nicht besiegt, aber in die Flucht geschlagen, ohne dass er Gehirn und Schwert mitnimmt.
Der echte Bilgin verkündet sterbend, dass der Zauberer nun die Macht habe, die Erde zu zerstören, da er Schwert und Hirn in der Hand gehalten habe. Ali fühlt sich an diesem Schlamassel schuldig, hastet aus der Tür und geht durch eine Bombe in die Luft, die der Zauberer offenbar wohlwissend in einem unbeobachteten Moment dort platziert hat.
Von Gram und Zorn erfüllt, schmilzt Murat das Schwert, um seine Hände und Füße in das flüssige Metall zu tauchen. Dies verschafft ihm magische goldene Handschuhe und Stiefel, mit denen er zum Kampf gegen den Tyrannen antritt.
Dieser hetzt ihm sein gesamtes Arsenal an Kreaturen auf den Hals – unter anderem Skelettkrieger, Mumien und zwei Meter hohe rote Plüschmonster – während er die letzten Befehle zur endgültigen Vernichtung der Erde erteilt.
Als seine Kämpfer nichts gegen Murat ausrichten können, tritt er selbst gegen ihn an, wird jedoch im Showdown bezwungen, woraufhin die angreifenden Raumflotten des Tyrannen explodieren. Die Welt ist gerettet, und Murat kann seiner Wege gehen.

## Kritik
Der Film genießt unter Cineasten weltweit einen hohen Grad an Bekanntheit und Popularität. Dies liegt jedoch keineswegs daran, dass Handlung, Ausstattung, Inszenierung, Darsteller oder gar Special Effects ein besonders hohes Niveau aufweisen würden; tatsächlich ist durchweg das Gegenteil der Fall:
- Bei den Raumschlacht-Szenen zu Beginn und zu Ende des Films sitzen die Darsteller mit Motorradhelmen vor einer Leinwand, auf die Szenen aus Star Wars projiziert werden. Zwischendurch sieht man weitere abgefilmte Szenen aus Star Wars und Flash Gordon

- Die Musik wurde ebenfalls aus zahlreichen Filmen übernommen, unter anderem aus Planet der Affen, Flash Gordon, Kampfstern Galactica (Version von Giorgio Moroder), Silent Running, Ben Hur, und dem James-Bond-Film Moonraker. Wann immer der Hauptdarsteller etwas Heldenhaftes vollbringt, wird das Indiana-Jones-Thema gespielt.

- Die Handlung scheint auf logische Zusammenhänge oder Erklärungen zu verzichten, wodurch das Geschehen für den Zuschauer zu einer Aneinanderreihung von unerklärlichen Ereignissen an verwirrenden Orten werden kann.

- Das mächtige, goldene Schwert ist eine zurechtgesägte, golden angesprühte, fast 1 cm dicke Holzplatte. Entsprechend scheut der Held auch nicht davor zurück, es an der (bei Schwertern normalerweise scharfen) Klinge zu halten.

- Sämtliche Kostüme sind offenbar sehr einfach hergestellt worden. So scheint es, dass die Maske des Tyrannen aus mit Silberfolie beklebter Pappe besteht; und die Außerirdischen tragen teilweise offensichtlich erkennbare Karnevals-Masken, teilweise Plüschfelle oder, im Falle der Mumien, Toilettenpapier.

- Die Kampfszenen sind extrem brutal, so werden beispielsweise einige der Plüschmonster mit einem Trampolin übersprungen und dann hinterrücks mit der Faust durchbohrt oder in zwei Teile gerissen.

Trotzdem handelt es sich um einen Film, der durchaus nicht als Parodie zu Star Wars gedacht war, sondern als ernsthafte Produktion gedreht wurde und in türkischen Kinos lief.
Er gilt mittlerweile als einer der schlechtesten je kommerziell produzierten Filme überhaupt und zählt zur Kategorie ungewollt lustiger B-Filme, zu denen unter anderem Ed Woods Plan 9 from Outer Space oder Ator II – Der Unbesiegbare gehören.
Die Popularität, die der Film unter Fans weltweit genießt, ist unerwartet hoch und ungewöhnlich, zumal der Film niemals offiziell außerhalb der Türkei veröffentlicht wurde.

## Kommentare
- „Die Macher dieses Films hatten zweifellos ein Rad ab (nicht nur eins, möchte ich meinen), aber dafür müssen wir ihnen auf Knien rutschend danken. Ein nicht zu toppendes audiovisuelles Gesamterlebnis, das jeder Trashfan, der was von sich hält, gesehen haben und heiligsprechen sollte.“[2]

- „Ein Film der klar die Höchstwertung verdient, aber dennoch nicht in die Oberliga der Trashfilme gehört. Warum? Nun…es ist teilweise schon zu schlecht…ich für meinen Teil, konnte mir „Turk Wars“ nie an einem Stück ansehen. Zu viel Trash auf einmal…es ging einfach nicht. Wer den Film auftreiben kann, der muss ihn sich anschauen! MUSS!“[3]

## Produktion
Die Drehstandorte des Filmes befinden sich hauptsächlich in Kappadokien, viele Szenen finden in und vor verlassenen christlichen Kirchen sowie Klöstern statt. Eine Szene des Filmes wurde im alevitischen Grabmal des Hadschi Bektasch Weli gedreht; der türkische „Obi-Wan Kenobi“ dient hier als Imam der Moschee und hält Schauspieler Cüneyt Arkın (im Film Murat) eine Rede.

## Fortsetzung
2006 kam mit DKAO – Türken im Weltall (Originaltitel Dünyayı Kurtaran Adamın Oğlu, übersetzt „Der Sohn des Mannes, der die Welt rettet“) eine Fortsetzung in die Kinos. Die Fortsetzung ist aber im Gegensatz zum ersten Teil eine Komödie und eine Parodie. Die Parodie bezieht sich auf den ersten Teil aber auch auf Klischees über Türken. Cüneyt Arkın setzt seine Rolle dort fort, Mehmet Ali Erbil spielt seine Zwillingssöhne Kartal und den als Säugling entführten in Zaldabar umbenannten Şahin. Arkın ist aber nur in der Schlussszene länger zu sehen. Der von ihm dargestellte Mann, der die Welt rettet wurde nämlich kurz vor seinem Tod eingefroren. Erst als die Welt erneut kurz vor dem Untergang steht, durchbricht er sein Eis und lässt seinen Sohn Kartal mit seinen Anweisungen die Welt retten. Die Premiere der Fortsetzung fand am 14. Dezember 2006 in Deutschland und am 15. Dezember 2006 in der Türkei statt. Das Budget für diesen Film lag bei etwa fünf Millionen Dollar.